# Jadzhimurat Gatsálov
Jadzhimurat Soltánovich Gatsálov (en ruso: Хаджимурат Солтанович Гацалов; Chikolá, 11 de diciembre de 1982) es un deportista ruso de origen osetio que compitió en lucha libre.
Participó en los Juegos Olímpicos de Atenas 2004, obteniendo una medalla de oro en la categoría de 92 kg. Ganó siete medallas en el Campeonato Mundial de Lucha entre los años 2005 y 2014, y cinco medallas en el Campeonato Europeo de Lucha entre los años 2003 y 2008.

## Palmarés internacional
| Juegos Olímpicos   | Juegos Olímpicos     | Juegos Olímpicos  | Juegos Olímpicos |
| Año                | Lugar                | Medalla           | Categoría        |
| ------------------ | -------------------- | ----------------- | ---------------- |
| 2004               | Atenas (Grecia)      | Medalla de oro    | 92 kg            |
| Campeonato Mundial |                      |                   |                  |
| Año                | Lugar                | Medalla           | Categoría        |
| 2005               | Budapest (Hungría)   | Medalla de oro    | 96 kg            |
| 2006               | Cantón (China)       | Medalla de oro    | 96 kg            |
| 2007               | Bakú (Azerbaiyán)    | Medalla de oro    | 96 kg            |
| 2009               | Herning (Dinamarca)  | Medalla de oro    | 96 kg            |
| 2010               | Moscú (Rusia)        | Medalla de plata  | 96 kg            |
| 2013               | Budapest (Hungría)   | Medalla de oro    | 120 kg           |
| 2014               | Taskent (Uzbekistán) | Medalla de bronce | 125 kg           |
| Campeonato Europeo |                      |                   |                  |
| Año                | Lugar                | Medalla           | Categoría        |
| 2003               | Riga (Letonia)       | Medalla de oro    | 96 kg            |
| 2004               | Ankara (Turquía)     | Medalla de oro    | 96 kg            |
| 2005               | Varna (Bulgaria)     | Medalla de bronce | 96 kg            |
| 2006               | Moscú (Rusia)        | Medalla de oro    | 96 kg            |
| 2008               | Tampere (Finlandia)  | Medalla de bronce | 96 kg            |